# Décalcomanie
 (août 2024).
Si vous disposez d'ouvrages ou d'articles de référence ou si vous connaissez des sites web de qualité traitant du thème abordé ici, merci de compléter l'article en donnant les références utiles à sa vérifiabilité et en les liant à la section « Notes et références ».

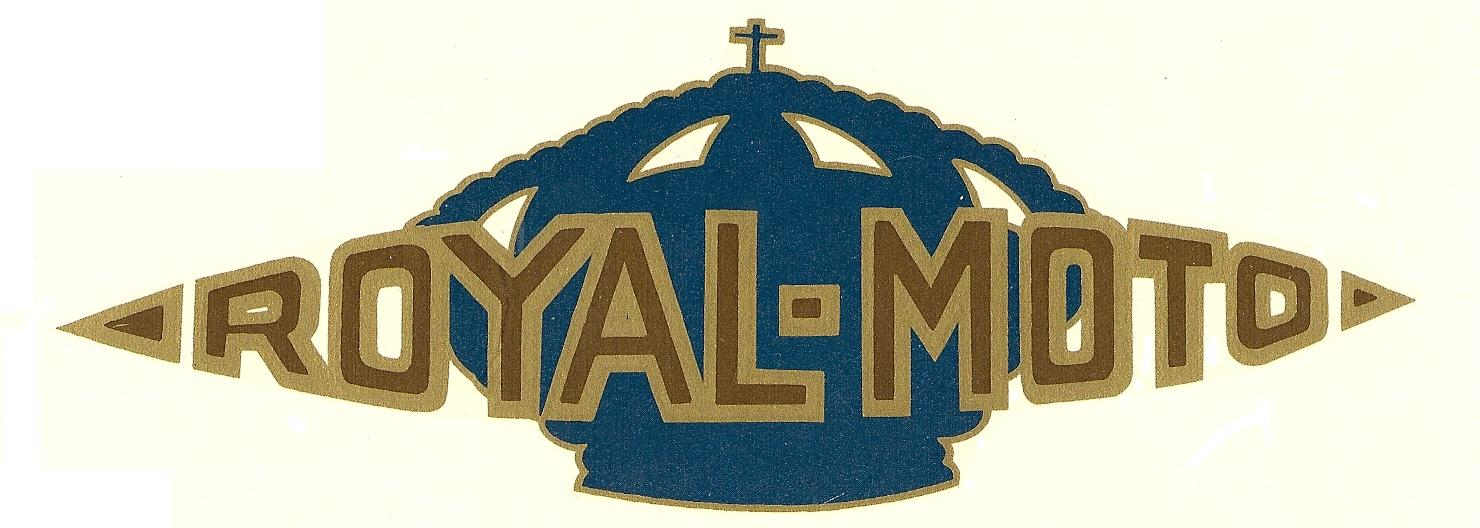
Exemple de décalcomanie.

La décalcomanie est un procédé de transfert sur une surface d'une image dessinée sur un support calque en papier ou en plastique. L'image est appliquée à l'envers sur la surface choisie puis « décalquée » sur le dos du support avec un objet quelconque, comme la tranche d'une pièce de monnaie.

## Formes
Le principe de la décalcomanie remonte au XIXe siècle et a des utilisations techniques très diverses[pas clair]. Elle est principalement connue du grand public pour son usage ludique, bien que celui-ci soit de moins en moins répandu.

### Décalcomanie de loisirs

#### Décalcomanie à l'eau ouwaterslide
Celle-ci, la plus connue, est un procédé qui permet d’appliquer une image, généralement de petites dimensions (quelques centimètres) sur n’importe quel support lisse. L’image est imprimée à l’envers, les couleurs de premier plan en premier, sur un papier adéquat. Trempé dans l’eau, le papier se ramollit, on applique l’image sur le support choisi en frottant délicatement, et on retire le papier : l’image apparaît sur le support. La décalcomanie de ce type demandait beaucoup d’attention car l’image pouvait se fragmenter ou se coller imparfaitement sur le support. L'intérêt de la décalcomanie par rapport à un autocollant moderne est qu'il n'y a pas de « fond » : seule la partie « imprimée » se colle sur le support, ce qui autorise facilement des formes non-rectangulaires et des parties transparentes dans le dessin.
Plus tard, l'image était à l’endroit, imprimée sur une très fine pellicule transparente et après détrempage du papier support, on maintenait l'image avec un doigt tandis qu'on retirait le papier support (cette décalcomanie était parfois appelée décalcoglissante), la difficulté étant alors que le film ne se froisse pas.

#### Décalcomanie par transfert à sec
C'est une forme de décalcomanie à sec destinée aux enfants qui a connu un vif succès du début des années 1970 au milieu des années 1980. Elle se caractérise par une planche de décors en couleur sur laquelle l'enfant place des motifs et personnages en grattant une feuille transparente de transferts à l'aide d'un stylo ou d'une pièce de monnaie. Letraset (Royaume-Uni), qui a inventé les caractères transfert à sec en 1959 est l'entreprise pionnière pour la fabrication de ce type de jeu. Face à l'engouement des enfants à travers le monde, de nombreuses marques de décalcomanies à sec ont vu le jour à l'époque : parmi les plus populaires, Action transfert et Panorama de Letraset, Kalkitos de Gillette, Trans’Rama de Jesco, Decorama de Touret, Transfert de Hemma, Décotransfert des éditions Dargaud, Décalco sports des éditions du Lion. La seule marque qui a perduré[réf. nécessaire] et qui existe encore est Kalkitos, qui appartient aujourd'hui à une société singapourienne Ideas Empire.

#### Décalcomanie auto-adhésive
Dans le cas de la décalcomanie autocollante à sec, la décalcomanie est directement autoadhésive. Pour l'appliquer, on retire le papier protecteur siliconé et on applique le motif directement sur le support ; on améliore l'adhésion en appuyant fermement avec une arête en plastique — comme une carte de crédit par exemple — ou en chauffant avec un sèche-cheveux.

### Décalcomanie historique
Cette décalcomanie connue du grand public dérive des applications de la lithographie, puis de la chromolithographie développée tout au long du XIXe siècle, et parvenue à un haut degré de technicité.

#### Papier report
L’invention du papier report est due au graveur français Simon François Ravenet, installé en Angleterre, et qui travaillait pour une fabrique de porcelaine à Chelsea. Il imagine d’imprimer en taille-douce (sur plaque de cuivre) un papier particulier, qui permettait de reporter son dessin sur les pièces de porcelaine.
Aloys Senefelder développe au début du XIXe siècle la lithographie qu’il a inventée, et qui est le premier procédé d’impression non basé sur le relief. On dessine ou on écrit sur une pierre calcaire, à l’envers. En cherchant à faciliter cette opération, Senefelder met au point le papier report : un papier spécialement préparé pour que l’on puisse écrire et dessiner normalement, à l’endroit. Appliqué ensuite sur la pierre lithographique, l’encre y est reportée, le papier enlevé, et on peut poursuivre les opérations de la même façon que si le dessin avait été fait directement sur la pierre.
Ce principe va être repris et amplifié par la chromolithographie, qui est un développement technologique de la lithographie en plusieurs couleurs. L’impression définitive est réalisée sur un papier report ; elle est ensuite transférée sur des objets en relief tels que des emballages, des boîtes de conserves, des boîtes de sardines, etc.
En imprimant une image en couleurs sur un support transparent, on peut réaliser des imitations de vitraux, appliquées sur des vitres, et plus tard des décorations de vitrines et des publicités : la vitrauphanie.

#### Décalcomanie sur porcelaine
Le principe du report trouve un intérêt majeur dans les impressions sur porcelaine. Jusque-là le décor des porcelaines était réalisé à la main. C’était un travail de spécialiste qui demandait une grande habileté et beaucoup de temps, même s’il s’agissait de répéter des motifs préétablis, souvent traditionnels. Une fois le décor réalisé, les pièces sont mises au four et les peintures utilisées s’intègrent définitivement au support. On pouvait donc, par le procédé du report, appliquer ce même type de peintures. Les premiers reports, appelés décalques, furent réalisés par le graveur français Simon François Ravenet en Angleterre, perpétués par d’autres, mais restèrent limités à une seule couleur jusqu’à l’apparition de la lithographie. Le motif est soigneusement créé, puis on procède à son impression en autant d’exemplaires que nécessaire. La décalcomanie est placée sur la pièce à décorer, trempée dans un bain d’eau qui décolle le papier support, et on peut procéder à la cuisson. D’abord imprimées en lithographie, les décalcomanies peuvent être imprimées par toutes les techniques actuelles. La décalcomanie permet de décorer n’importe quelle pièce.

#### Autre
Vers 1936, le peintre Oscar Dominguez pratique un procédé proche du monotype, qu’il appelle « décalcomanie », bien qu’il n’y ait aucun rapport entre ces deux techniques. Sa technique consistait à étaler de la gouache sur une surface lustrée et à presser sur la peinture humide une autre feuille de papier en la faisant bouger. Il obtenait ainsi des formes accidentelles et abstraites. D’autres peintres surréalistes utilisent également cette « décalcomanie du désir » ou encore « décalcomanie sans objet préconçu », comme l'appelait Dominguez.

## Dans la culture populaire
En 1982, la décalcomanie est évoquée dans le morceau à succès de Richard Gotainer intitulé Le Mambo du décalco.
Elle est également mentionnée dans le tube de Chagrin d'amour, Chacun fait (c'qui lui plaît) dans un style analogue des années 1980. En 2016, le groupe de K-Pop Mamamoo sort une chanson intitulée Décalcomanie.
En 2019, Jeon Jungkook, le plus jeune membre du groupe de K-Pop BTS poste sur Twitter l'extrait d'une chanson qu'il a écrite, nommée Décalcomanie.